# Cimante
La Cimante est un ruisseau de la chaîne du Jura coulant intégralement dans le département du Jura, en Bourgogne-Franche-Comté.